# نظریه این‌همانی ذهن

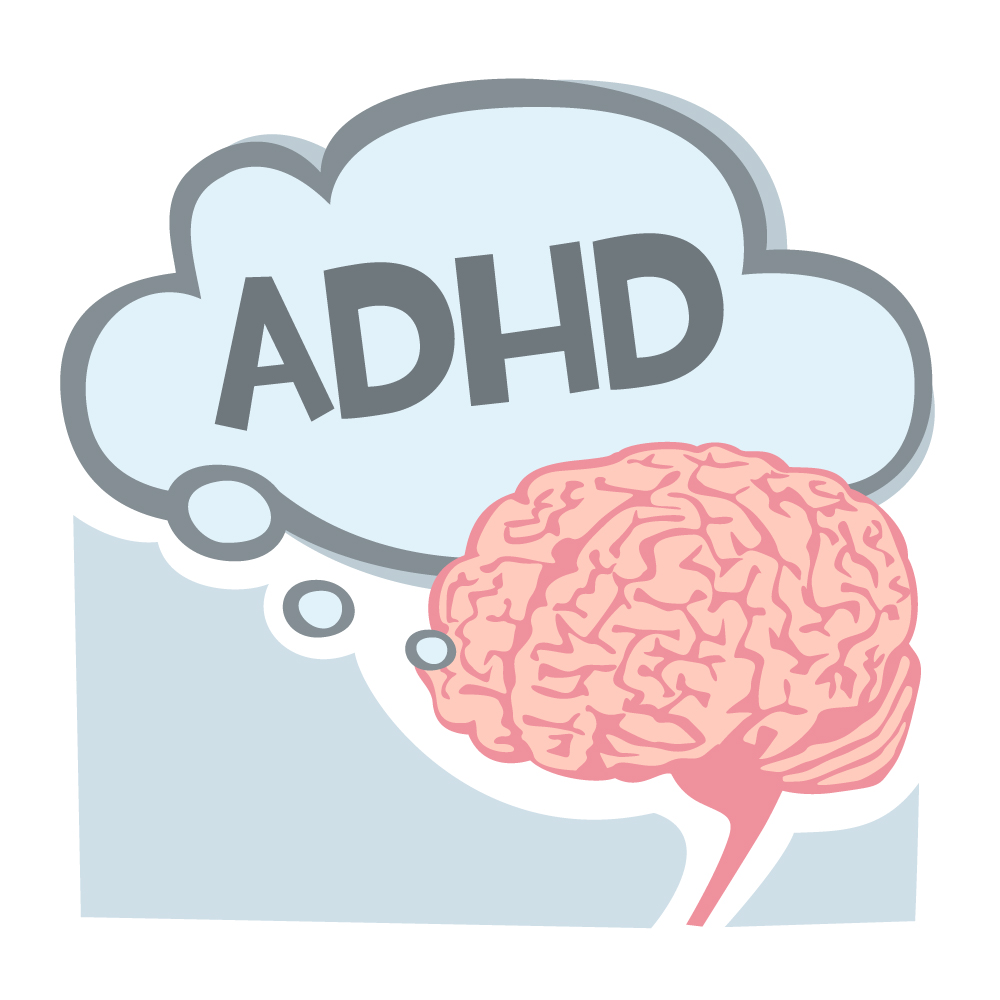
نظریه این‌همانی ذهن

نظریهٔ این‌همانی نظریه‌ای در فلسفهٔ ذهن است که برمبنایِ آن، حالت‌ها و فرآیندهایِ ذهن، همان حالت‌ها و فرآیندهای مغزند. به طورِ مثال، زمانی که چیزی را می‌بینید یا دردی را تجربه می‌کنید، این حالت‌هایِ ذهنی باعثِ فعالیت‌ هایِ مغزی می‌شوند. برمبنایِ نظریهٔ این‌همانی، این‌گونه نیست که این حالت‌ها چیزی فراتر از فعالیت‌هایِ مغزی باشند و فقط با آن فعالیت‌ها همراه شده باشند، بلکه این حالت‌هایِ ذهنی دقیقاً همان حالت‌هایِ مغزی هستند.

## توضیحات کلی
این همانی ذهنی همچنین با نام‌ های ماتریالیسم تقلیلی، نظریه هویت‌ نوع(Theory of Identity Types)، نظریه هویت ذهن-مغز، و نظریه هویت ذهن(Theory of Mind Identity) نیز شناخته می‌شودیک نظریه فیزیکالیستی در فلسفه ذهن است. این رویکرد ادعا می‌کند که رویدادهای ذهنی را می‌توان به انواعی دسته‌بندی کرد و سپس می‌توان با انواع رویدادهای فیزیکی در مغز مرتبط دانست. به عنوان مثال، یکنوع رویداد ذهنی، مانند"دردهای روانی" احتمالاً یک نوع رویداد فیزیکی را در منشأ مغز توصیف و دنبال میکند.(مانند گرفتگی عروق کوچک و بزرگ مغزی و پرفشاری آنها یا همان میگرن ).
فیزیکالیسم نوع(به انگلیسی: Physicalism Type) با فیزیکالیسم هویت نشانه‌ای(به انگلیسی: The Physicalism of Symbolic Identity) مقایسه می شود، که استدلال می کند که رویدادهای ذهنی بعید است که همبستگی های بیولوژیکی "پایدار" یا طبقه بندی شده داشته باشند. این موقعیت‌ها از تمایزفلسفی نوع-ژتون استفاده می‌کنند (مثلاً، دو نفر که «نوع» ماشینیکسانی دارند، به این معنی نیست که آنها یک خودروی «ژتون»، یعنی مثلا یک وسیله نقلیه واحد دارند).اکنون می توانفیزیکالیسم نوع را به این دلیل فهمید که بین انواع یک هویت وجود دارد (هر نوع ذهنی با برخی از انواع فیزیکی یکسان است)، در حالی که فیزیکالیسم هویت نشانه‌ای می گوید که هر حالت، رویداد یاویژگی ذهنی نشانه‌ای، با برخی حالت ها و رویدادها و ویژگی های مغزی یکسان است. راه های دیگری نیز وجود دارد که یک فیزیکالیست ممکن است از نوع فیزیکالیسم خود انتقاد کند. ماتریالیسم حذفی و ماتریالیسم تجدیدنظری این سؤال را مطرح می کنند که آیا علم در حال حاضر از بهترین طبقه بندی ها استفاده می کند یا خیر. طرفداران این دیدگاه ها استدلال می کنند که همانطور که صحبت از تسخیر شیطان با پیشرفت علمی زیر سوال رفت،طبقه بندی هایی مانند "درد" ممکن است نیاز به تجدیدنظر داشته باشند. اگرچه بسیاری از این باورها اکنون با عقل راسخ تکامل یافته انسانها منسوخ گردیده اند.